# ラルフ・ゴンサルヴェス
ラルフ・エヴァラード・ゴンサルヴェス（英語: Ralph Everard Gonsalves、1946年8月8日 - ）は、セントビンセント・グレナディーンの政治家で、同島首相を務めている。
そのほか、同国の政党である統一労働党の党首も務めている。セントビンセント・クレナディーンがイギリス本国より独立して以降、同国の最長在職日数となっている。

## 経歴・人物
1946年に農家の息子として誕生した。母の先祖は、マデイラ諸島から来た移住者である。
若い頃には西インド諸島大学では学士号を取得し、マンチェスター大学では博士号を取得した。政界に足を踏み入れたきっかけは、1994年に統一労働党の副党首に就任したことである。
その後、1998年には同党党首に昇格したうえ、2001年には同党党首として選挙に勝利し、首相に就任した。
2020年にはカリブ共同体の議長も務めたほか、同年11月には5期連続の選挙に勝利した。2021年8月5日には、ワクチン義務化の意向に反対した反ワクチンの人物により、頭部へ石を投げられた。意識はあり、命に別状はなかった。
2024年4月29日の日本国の春の叙勲で旭日大綬章を受章した。 

## 書籍及び出版
- ある首相の日記 ベネディクト修道士の10日間(Diary of a Prime Minister: Ten days among Benedictine Monks)
- 同志」の誕生 ラルフ・ゴンサルヴェスの政治的旅路 (The Making of 'the Comrade': The Political Journey of Ralph Gonsalves)
- 帝国主義の亡霊：カリブ海諸国の場合』（The spectre of imperialism: the case of the Caribbean  ) 西インド諸島大学；128ページ、1976年